# Caudescure
Caudescure, soms ook La Caudescure (Nederlands: Koudeschure), is een dorp in het Franse Noorderdepartement. Het grootste deel ligt in de gemeente Meregem, een kleiner deel hoort bij de gemeente Oud-Berkijn.

## Geschiedenis
Caudescure werd voor het eerst vermeld in 1163 als de terra Coudescure. Het was een heerlijkheid.
Er is een bakstenen kerkje dat was gewijd aan Sint-Gohardus en later onttrokken werd aan de eredienst. Sindsdien worden er in het gebouw culturele manifestaties van plaatselijk belang gehouden.

## Nabijgelegen kernen
Merville, Vieux-Berquin